# Kaldejski neoaramejski
Kildani jezik (kaldejski, kaldejski neoaramejski, fallani, fellihi, kaldaya, lishana kaldaya, suvremeni kaldejski, neokaldejski, soorath, soorith, suras, sureth; ISO 639-3: cld), istočnoaramejski jezik kojim govori oko 110 000 ljudi (1994 H. Mutzafi) u Iraku (Mosul, Bagdad, Basra), i znatan broj iseljenih Kaldejaca u Australiju, Belgiju, Kanadu, Njemačku, Libanon, Nizozemsku, Švedsku, Siriju, Tursku (Azija) i SAD.
Neokaldejski ima nekoliko dijalekata: mangesh, alqosh, tel kepe, tisqopa, bartille, shirnak-chizre (bohtan) i dihok. Etnički su najbliži Ajsorima (Asircima), a jezici obadva naroda (Ajsora i Kaldejaca) članovi su sirjačkog makrojezika [syr]

## Vanjske poveznice
- Ethnologue (14th)
- Ethnologue (15th)